# Riu Peace
El Riu Peace (francès: rivière de la Paix) és un riu del Canadà que s'origina a les Muntanyes Rocoses de la Colúmbia britànica nord i avança cap al nord-est a través d'Alberta nord. El riu Peace convergeix en el riu Slave, un afluent del Riu Mackenzie. El Mackenzie és el 12è riu més llarg del món, precedit pel Mekong i seguit pel Riu Níger. El riu Finlay, el principal aiguaneix del Riu Peace, és considerat com l'aiguaneix definitiu del riu Mackenzie.

## Història
Les regions que recorre el riu són la llar tradicional dels dane-zaa (beavers). Es creu que el pelleter Peter Pond va visitar el riu dins 1785. El 1788 Charles Boyer de la North West Company va establir un lloc de comerç de pells a la confluència amb el riu Boyer.
Durant el 1792 i 1793, l'explorador Alexander Mackenzie va viatjar riu amunt fins a la divisòria continental nord-americana.
Les dècades d'hostilitats entre els beavers i els cree (on els cree van acabar dominant els beavers) va acabar el 1781 quan una epidèmia de verola va delmar els cree. El tractat de la pau va ser segellat fumant el calumet (o pipa de la pau). El tractat va fer el riu es convertís en una frontera, amb els beavers al nord i els cree al sud.
El 1794 va ser construïda una pelleteria al riu Peace a Fort St. John; va ser el primer poblat no nadiu de la Colúmbia britànica.

## Geografia

### Curs
Aquest riu fa 1.923 km de llarg (des del riu Finlay fins al Llac Athabasca). Desguassa en una àrea d'aproximadament 302.500 km². En el Peace Point, on desemboca en el riu Slave, té un cabal anual de 2161 m³/s.
Un llac artificial Williston va ser construït en la zona alta del riu per l'empresa W. A. C. Bennett Dam per a poder generar electricitat hidroelèctrica. El riu llavors flueix al llac Dinosaur, el qual serveix com a dipòsit del Peace Canyon Dam. Després que la presa, el riu es mou a l'est a Alberta i després continua avançant cap al nord i est pel delta Peace-Athabasca al parc nacional wood Buffalo, a l'extrem oest del llac Athabasca. L'aigua del delta flueix en el riu Esclau est del Peace Point i desemboca a l'oceà Àrtic via el Gran Llac de l'Esclau i el riu Mackenzie.

### Comunitats

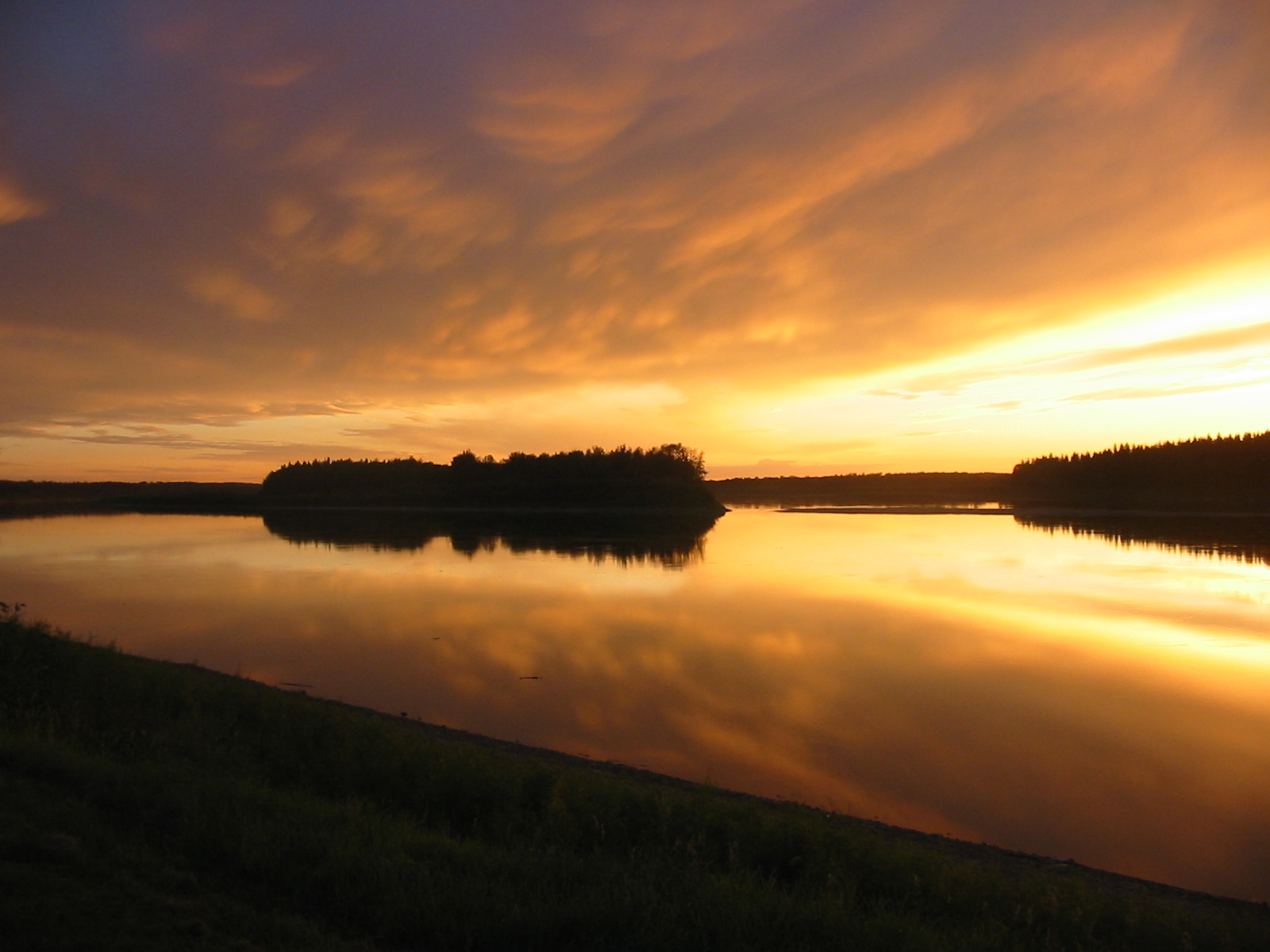
Riu Peace al Fort Vermilion, Alberta.

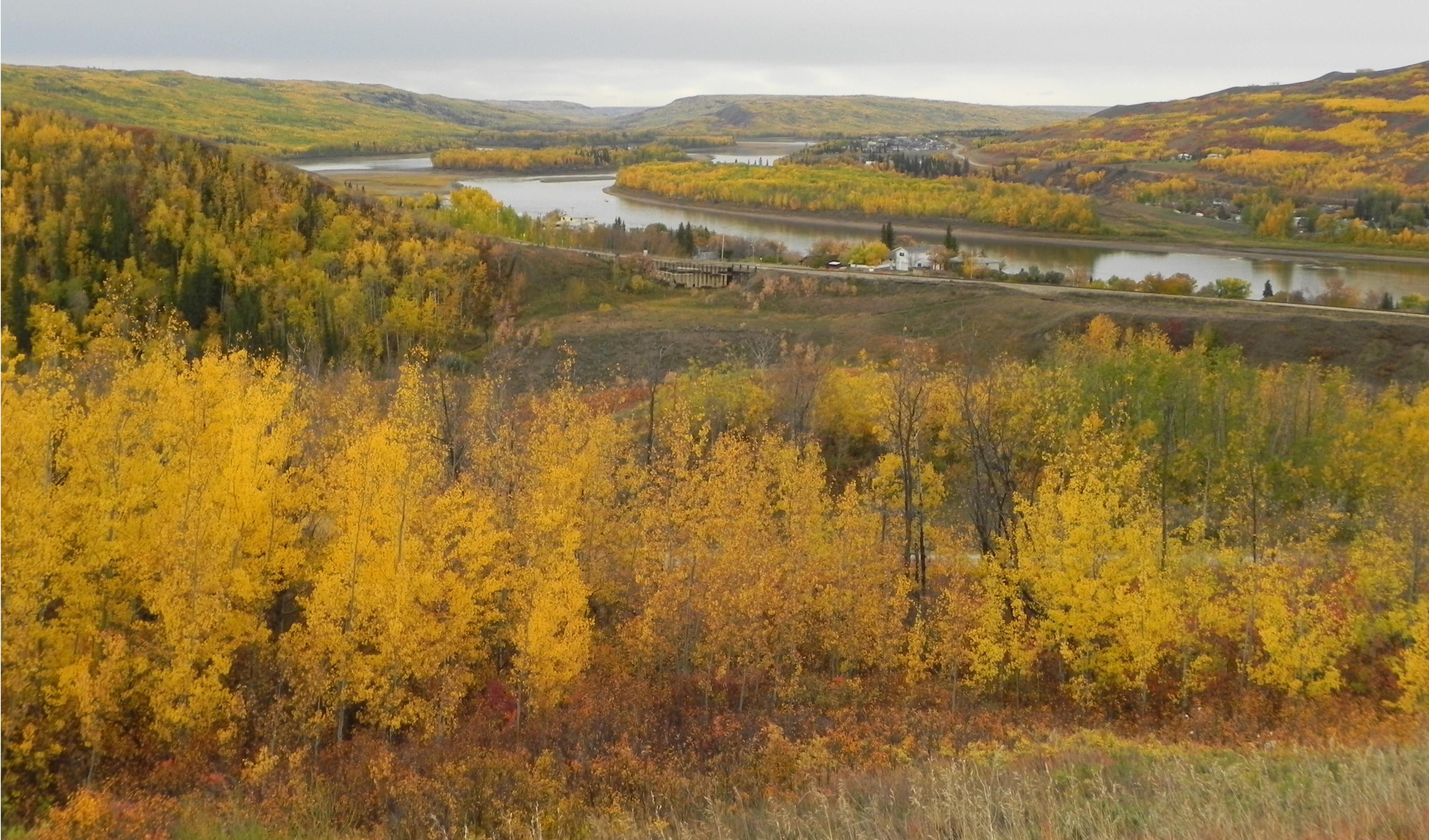
La Riu Peace al seu pas pel poble Peace River.

Les comunitats van localitzar directament en el riu inclou:
- Hope de Hudson, Colúmbia britànica
- Taylor, Colúmbia britànica
- Peace River, Alberta
- Fort Vermilion, Alberta

Unes quantes reserves índies es troben també en els bancs del riu, entre ells Beaver Ranch 163, John D'Or Prairie 215, Fox Lake 162, Peace Point 222 i Devil's Gate 220.